# 阿明塔斯三世

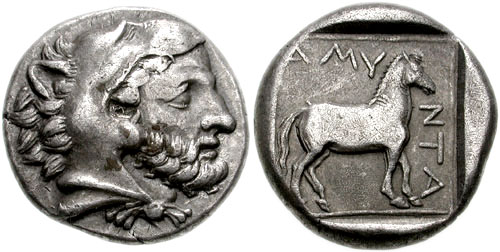
Amyntas III, stater

阿敏塔斯三世（希臘語：Αμύντας Γ΄；？—前369年），前393年到前369年的馬其頓君主及阿吉德王朝成員，他是阿克大由斯的兒子，阿敏塔斯王子之孙，亚历山大一世之曾孙。亞歷山大大帝的祖父。
在阿奇拉二世死後經過十年的混亂後，阿敏塔斯登上主位。他在本土有很多敵人；前383年，他被伊里利亞人驅趕，但在次年，在色薩利人的幫助下重奪他的王國。
阿敏塔斯與斯巴達人達成協議，斯巴達人在前379年協助他攻陷奧林索斯。他又加入了色薩利國王伊阿宋的同盟，以及積極地與雅典建立友誼。
阿敏塔斯與妻子歐里狄克二世生有三子：長子亞歷山大二世、次子佩爾狄卡斯三世及第三子著名的腓力二世。

## 附注
1. ↑  Olynthus，位於哈爾基季基(英語：Chalcidice)半島上的一個城邦。
2. ↑  伊阿宋又稱費賴的伊阿宋（希臘語：Ιάσων των Φερών'），色薩利前370年代的國王。